# Campeonato Europeo de Esgrima de 1998
El XI Campeonato Europeo de Esgrima se realizó en Plovdiv (Bulgaria) en 1998 bajo la organización de la Confederación Europea de Esgrima (CEE) y la Federación Búlgara de Esgrima.

## Medallistas

### Masculino
| Evento              | Oro                                                                          | Plata                                                                              | Bronce                                                                              |
| ------------------- | ---------------------------------------------------------------------------- | ---------------------------------------------------------------------------------- | ----------------------------------------------------------------------------------- |
| Florete individual  | Ralf Bißdorf · Alemania                                                      | Wolfgang Wienand · Alemania                                                        | Michael Ludwig · Austria · Márk Marsi · Hungría                                     |
| Florete por equipos | Ralf Bißdorf · Wolfgang Wienand · Uwe Römer · Pawel Warzycha · Alemania      | Adam Krzesiński · Piotr Kiełpikowski · Ryszard Sobczak · Sławomir Mocek · Polonia  | Joachim Wendt · Michael Ludwig · Marco Falchetto · Gerd Salbrechter · Austria       |
| Espada individual   | Hugues Obry Francia                                                          | Éric Srecki Francia                                                                | Vladimir Pchenikin · Bielorrusia · Vitali Zajarov · Bielorrusia                     |
| Espada por equipos  | Attila Fekete · Géza Imre · Iván Kovács · Krisztián Kulcsár · Hungría        | Rémy Delhomme Hugues Obry Frantz Philippe Éric Srecki Francia                      | Pavel Kolobkov · Valeri Zajarevich · Andrei Kolotilin · Serguei Kochetkov · Rusia   |
| Sable individual    | Marcin Sobala · Polonia                                                      | Luigi Tarantino · Italia                                                           | Jean-Philippe Daurelle · Francia · József Navarrete · Hungría                       |
| Sable por equipos   | Norbert Jaskot · Marcin Sobala · Tomasz Stusiński · Rafał Sznajder · Polonia | Raffaello Caserta · Giampiero Pastore · Luigi Tarantino · Antonio Terenzi · Italia | Stanislav Pozdniakov · Alexei Frosin · Alexandr Shirshov · Serguei Sharikov · Rusia |

### Femenino
| Evento              | Oro                                                                             | Plata                                                                    | Bronce                                                                                     |
| ------------------- | ------------------------------------------------------------------------------- | ------------------------------------------------------------------------ | ------------------------------------------------------------------------------------------ |
| Florete individual  | Valentina Vezzali · Italia                                                      | Sabine Bau · Alemania                                                    | Reka Lazăr-Szabo · Rumania · Olga Velichko · Rusia                                         |
| Florete por equipos | Olga Velichko · Svetlana Boiko · Yekaterina Yusheva · Anzhela Tsagayeva · Rusia | Sabine Bau · Rita König · Monika Weber · Gesine Schiel · Alemania        | Diana Bianchedi · Annamaria Giacometti · Giovanna Trillini · Valentina Vezzali · Italia    |
| Espada individual   | Elisa Uga · Italia                                                              | Barbara Ciszewska · Polonia                                              | Claudia Bokel · Alemania · Monika Maciejewska · Polonia                                    |
| Espada por equipos  | Claudia Bokel · Imke Duplitzer · Denise Holzkamp · Kristina Ophardt · Alemania  | Yeva Vybornova · Viktoriya Titova · Ala Myroniuk · Anna Harina · Ucrania | Barbara Ciszewska · Monika Maciejewska · Magdalena Jeziorowska · Joanna Jakimiuk · Polonia |

## Medallero
| Núm. | País        | Oro | Plata | Bronce | Total |
| ---- | ----------- | --- | ----- | ------ | ----- |
| 1    | Alemania    | 3   | 3     | 1      | 7     |
| 2    | Polonia     | 2   | 2     | 2      | 6     |
| 3    | Italia      | 2   | 2     | 1      | 5     |
| 4    | Francia     | 1   | 2     | 1      | 4     |
| 5    | Rusia       | 1   | 0     | 3      | 4     |
| 6    | Hungría     | 1   | 0     | 2      | 3     |
| 7    | Ucrania     | 0   | 1     | 0      | 1     |
| 8    | Austria     | 0   | 0     | 2      | 2     |
| 8    | Bielorrusia | 0   | 0     | 2      | 2     |
| 10   | Rumania     | 0   | 0     | 1      | 1     |
|      | TOTAL       | 10  | 10    | 15     | 35    |